# Bochonyky
Bochonyky (ukr. Бохоники) – wieś na Ukrainie, w obwodzie winnickim, w rejonie winnickim, w hromadzie Ahronomiczne. W 2001 liczyła 1690 mieszkańców, spośród których 1650 wskazało jako ojczysty język ukraiński, 34 rosyjski, 2 mołdawski, 2 białoruski, 1 ormiański, a 1 polski.